# Хайнрих I фон Глайхенщайн
Хайнрих I фон Глайхенщайн (на немски: Heinrich I von Gleichenstein; * 1212; † 20/29 януари 1257) от фамилията Глайхен, е граф на Глайхенщайн (1230 – 1257).

## Произход и наследство
Той е син на граф Ламберт II фон Глайхен-Тона и съпругата му София фон Ваймар-Орламюнде († 3 септември 1244), дъщеря на граф Зигфрид III фон Ваймар-Орламюнде († 1206) и София Датска († 1208), дъщеря на датския крал Валдемар I († 1182). Брат е на Херман († 1289), епископ на Камин (1252 – 1288), Алберт/Албрехт († 1238, убит в битка), приор на Св. Николай в Магдебург, Ламберт († 1305), архдякон във Вюрцбург, и граф Ернст IV фон Глайхен († 1277).
Хайнрих I фон Глайхен наследява през 1230 г. чичо си Ернст III фон Глайхен († 1230), граф на Глайхенщайн и Фелсеке.

## Фамилия
Хайнрих I фон Глайхенщайн се жени ок. 1236 г. за графиня Мехтилд фон Шверин († сл. 1 юни 1263), дъщеря на граф Хайнрих I фон Шверин († 1228) и Маргарета от Померания († сл. 1267). Те имат осем деца:
- Хайнрих II фон Глайхенщайн († 18 ноември 1261)
- Албрехт/Алберт II фон Глайхенщайн († 1290), граф на Глайхенщайн, женен пр. 28 април 1268 г. за Мехтилд († сл. 1274), бездетен
- Ернст V фон Глайхенщайн († ок. 1270)
- Гунцелин фон Глайхенщайн († 1336)
- Херман II фон Глайхенщайнд († сл. 4 септември 1289)
- София фон Глайхенщайн († сл. 1306), омъжена пр. 28 април 1268 г. за граф Фридрих V фон Байхлинген († 30 юли 1287)
- Мехтилд фон Глайхенщайн († сл. 1306), омъжена за Хартман VII фон Лобдебург-Лойхтенбург († сл. 1278)
- Албрехт III фон Глайхенщайн († 1283/1290)